# Dzjebel ed-Droez
Dzjebel ed-Droez (Arabisch: جبل الدروز, Frans: Djebel Druze) is een voormalige autonome staat in het Franse mandaat Syrië die bestond van 1921 tot 1936 en was uitgeroepen om, onder Frans toezicht, als regering voor de lokale Druzenbevolking te dienen.
| Religie    | Inwoners | Percentage |
| ---------- | -------- | ---------- |
| Druzen     | 43.000   | 84,8%      |
| Christenen | 7.000    | 13,8%      |
| Soennisme  | 700      | 1,4%       |

## Trivia
- Componist, zanger en acteur Farid al-Atrash en zijn zus zangeres Asmahan brachten een deel van hun jeugd door in Dzjebel ed-Droez.